# Вулиця Ревуцького (Київ)
Ву́лиця Реву́цького — вулиця в Дарницькому районі міста Києва, житлові масиви Позняки (5-й та 6-й мікрорайони), Осокорки (10-й мікрорайон), Нова Дарниця (1-й мікрорайон) та Харківський (6-й мікрорайон). Пролягає від Здолбунівської вулиці до перехрестя Вирлицької та Вишняківської вулиць.
Прилучаються вулиці Михайла Кравчука, Юрія Литвинського, Анни Ахматової, Тростянецька, Степана Олійника, Олександра Кошиця, Братства Тарасівців, проспект Миколи Бажана та Вишняківська вулиця.

## Історія
Вулиця виникла в середині 80-х років XX століття під назвою Новий напрямок Харківського шосе або Харківське шосе (новий напрямок). Сучасна назва на честь українського композитора Левка Ревуцького — з 1987 року.

## Установи та заклади
- Відділення зв'язку № 68 (буд. № 16-а)
- Бібліотека Дарницького району ім. С. Руданського (буд. № 6)
- Культурно-мистецький центр Дарницького району (буд. № 6)
- Спеціалізована загальноосвітня школа з поглибленим вивченням іноземних мов № 290 (буд. № 13-а)
- Торговий центр «Позняки»
- Відділення Ощадбанку України № 5397/0507 (буд. № 15) та № 5397/0508 (буд. № 26)

## Галерея

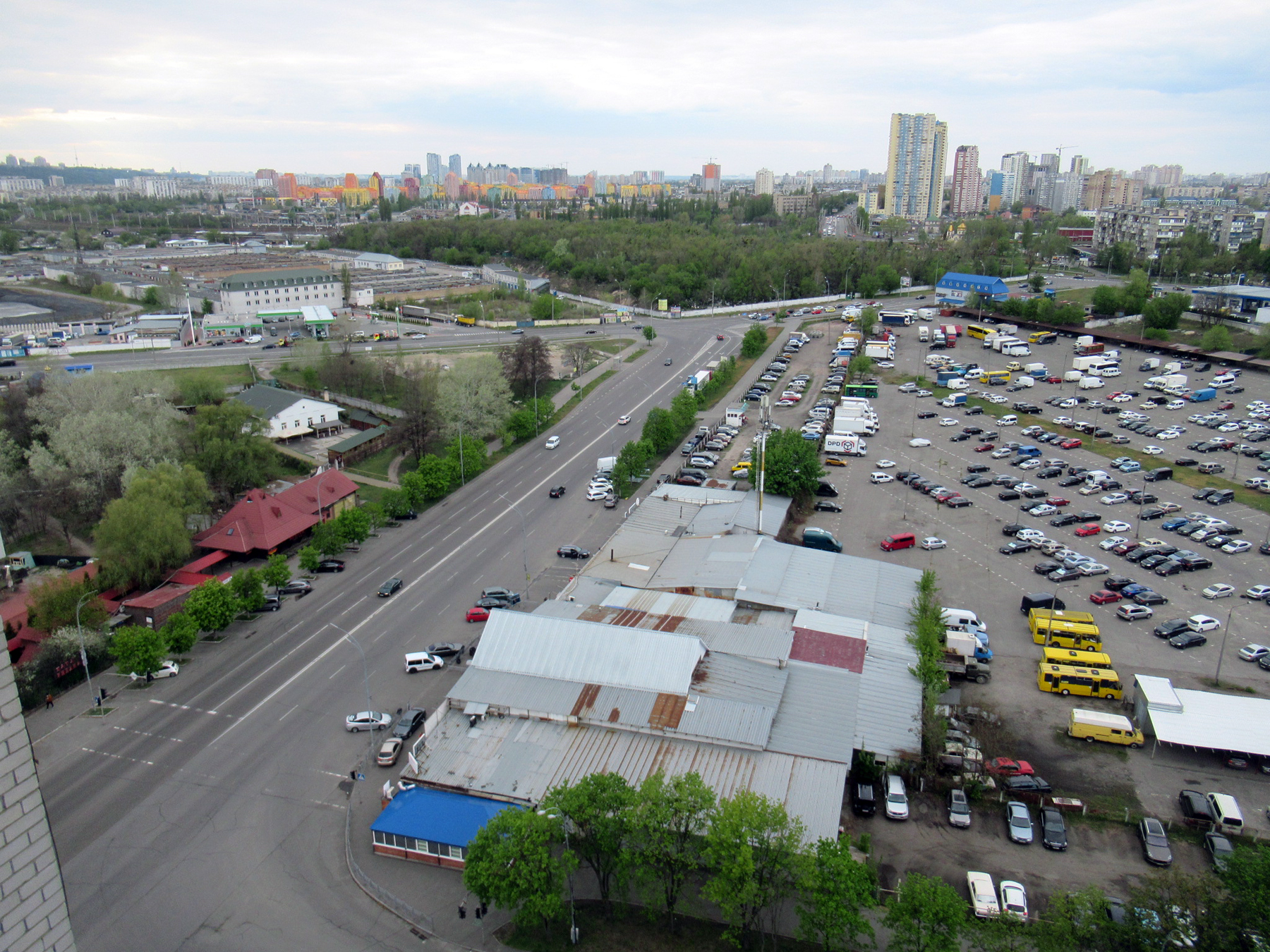
початок вул. Ревуцького від вул. Здолбунівської
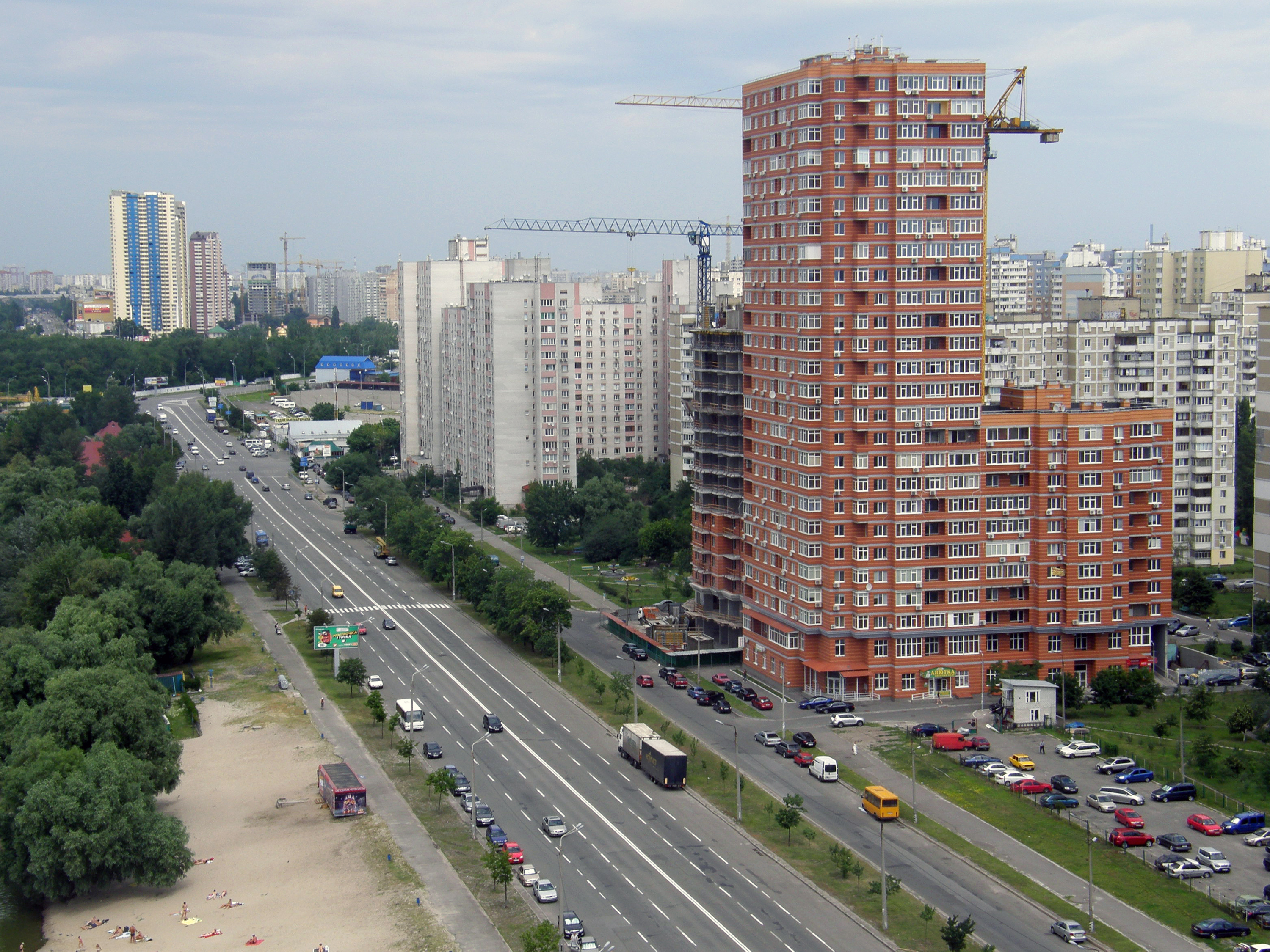
на північ від вул. Юрія Литвинського
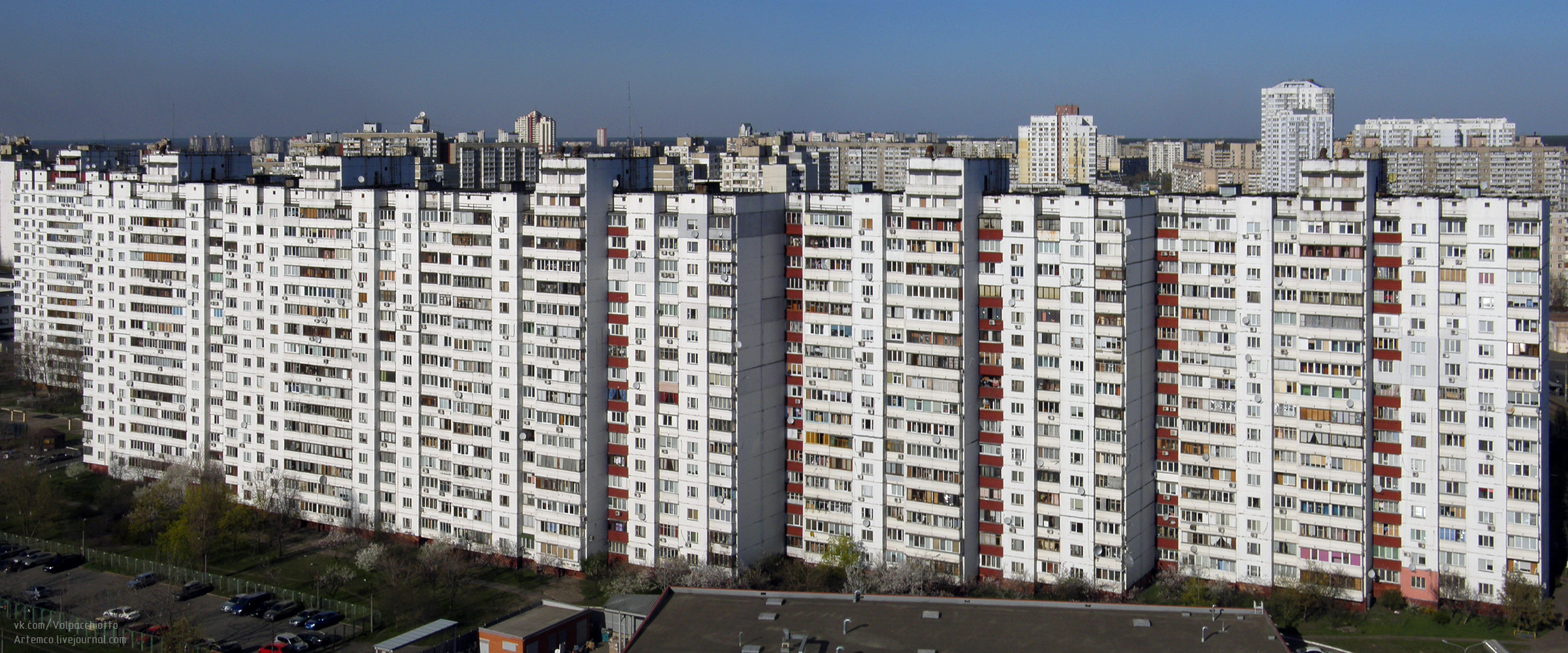
№ 19/1 — будинок із п'яти секцій серії Т, 1988
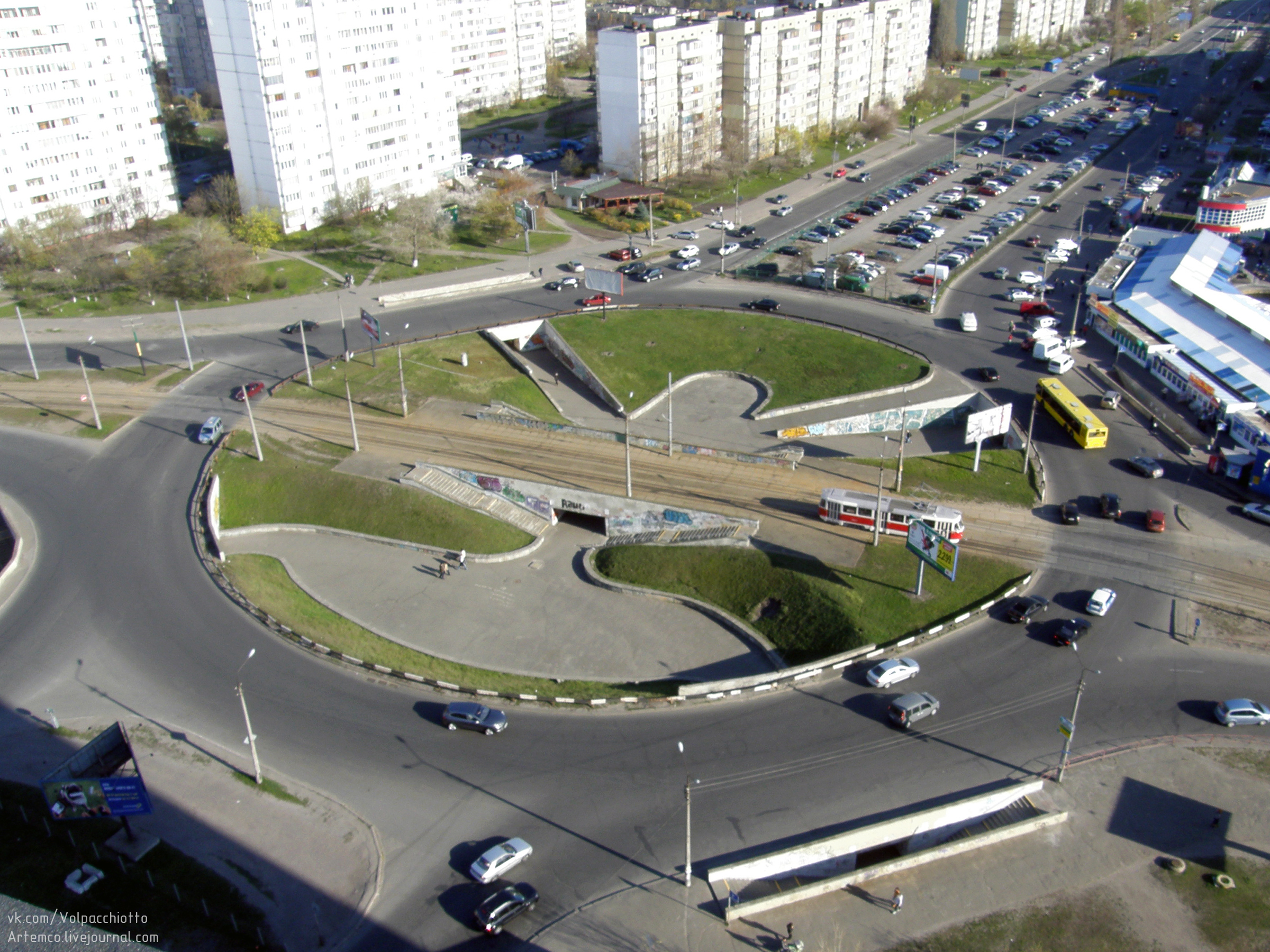
круг на розі з вулицями Тростянецькою та Ахматової
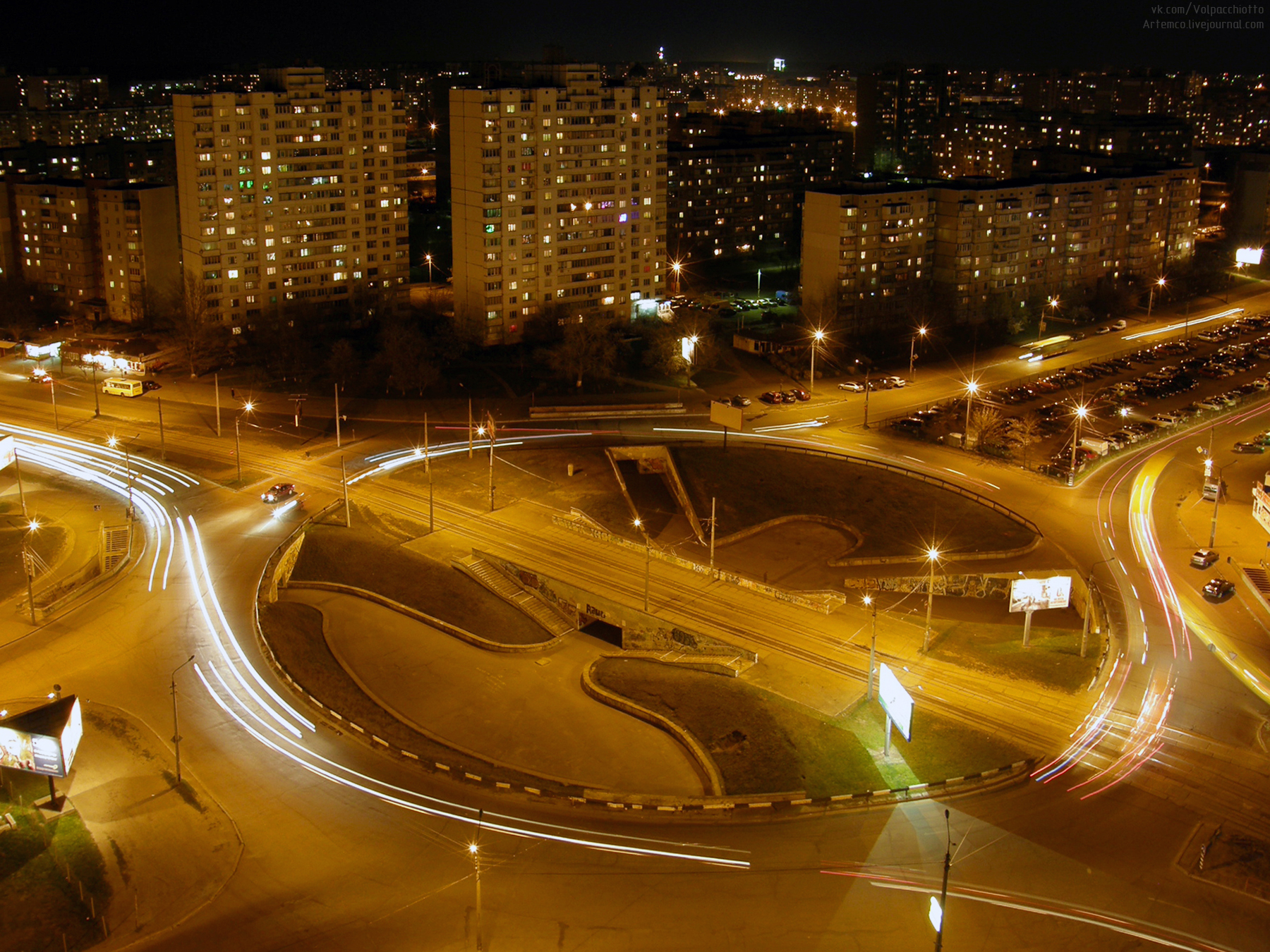
круг на розі з вулицями Тростянецькою та Ахматової вночі
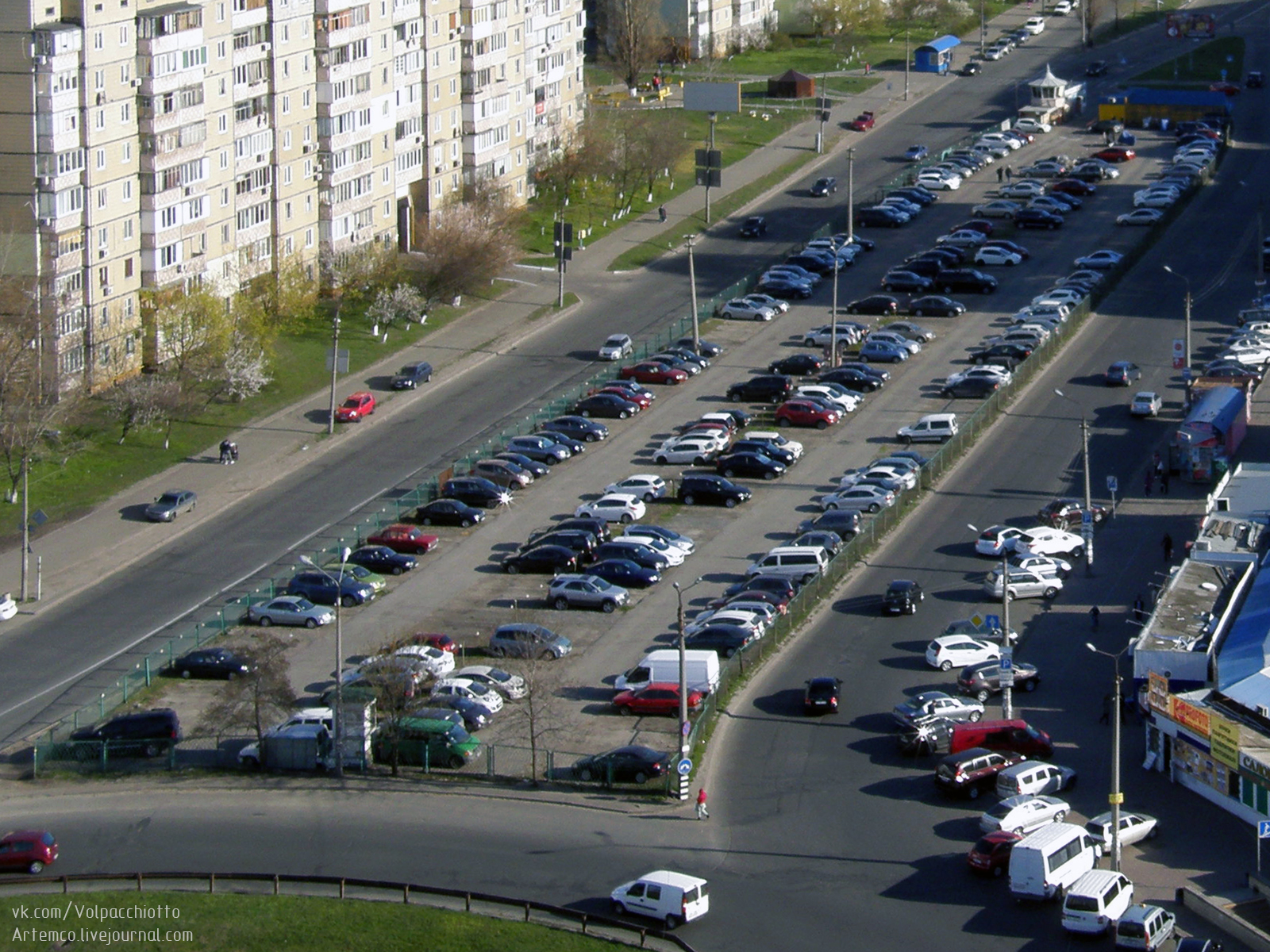
стоянка по вулиці
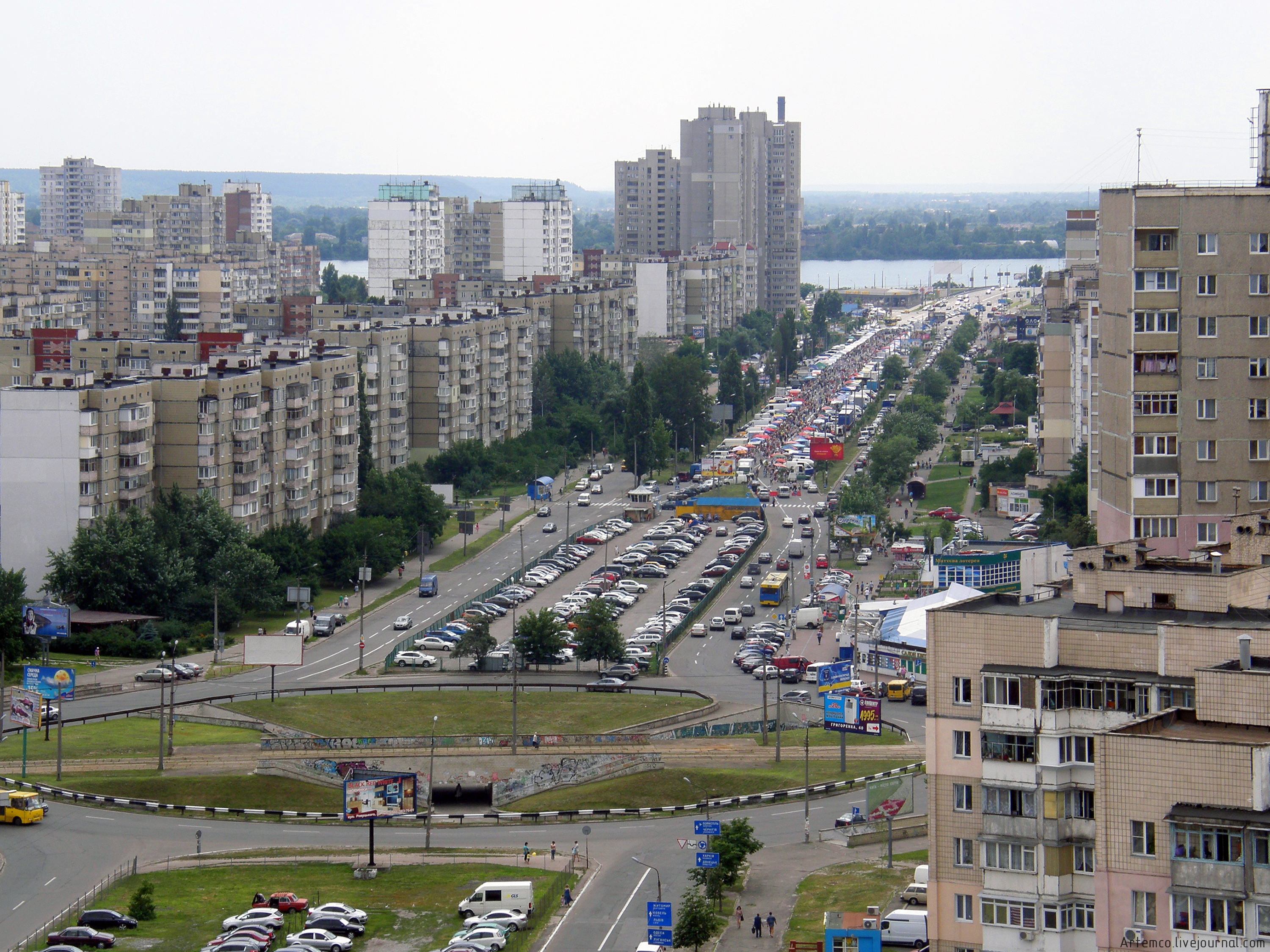
на південь від перетину з вулицями Тростянецькою та Ахматової
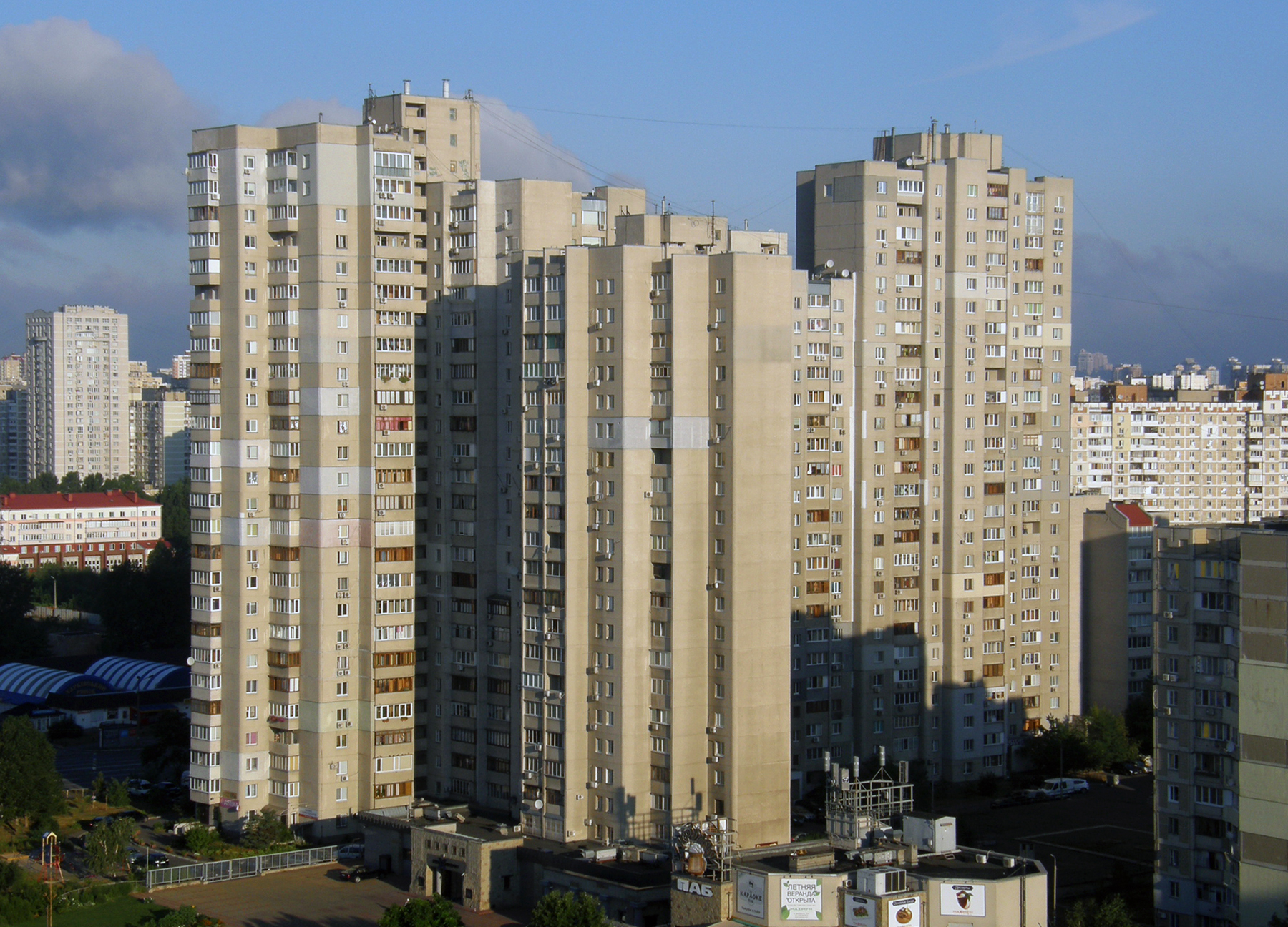
вул. Братства Тарасівців, 12/37 — висотна домінанта на розі вулиці Ревуцького та проспекту Бажана
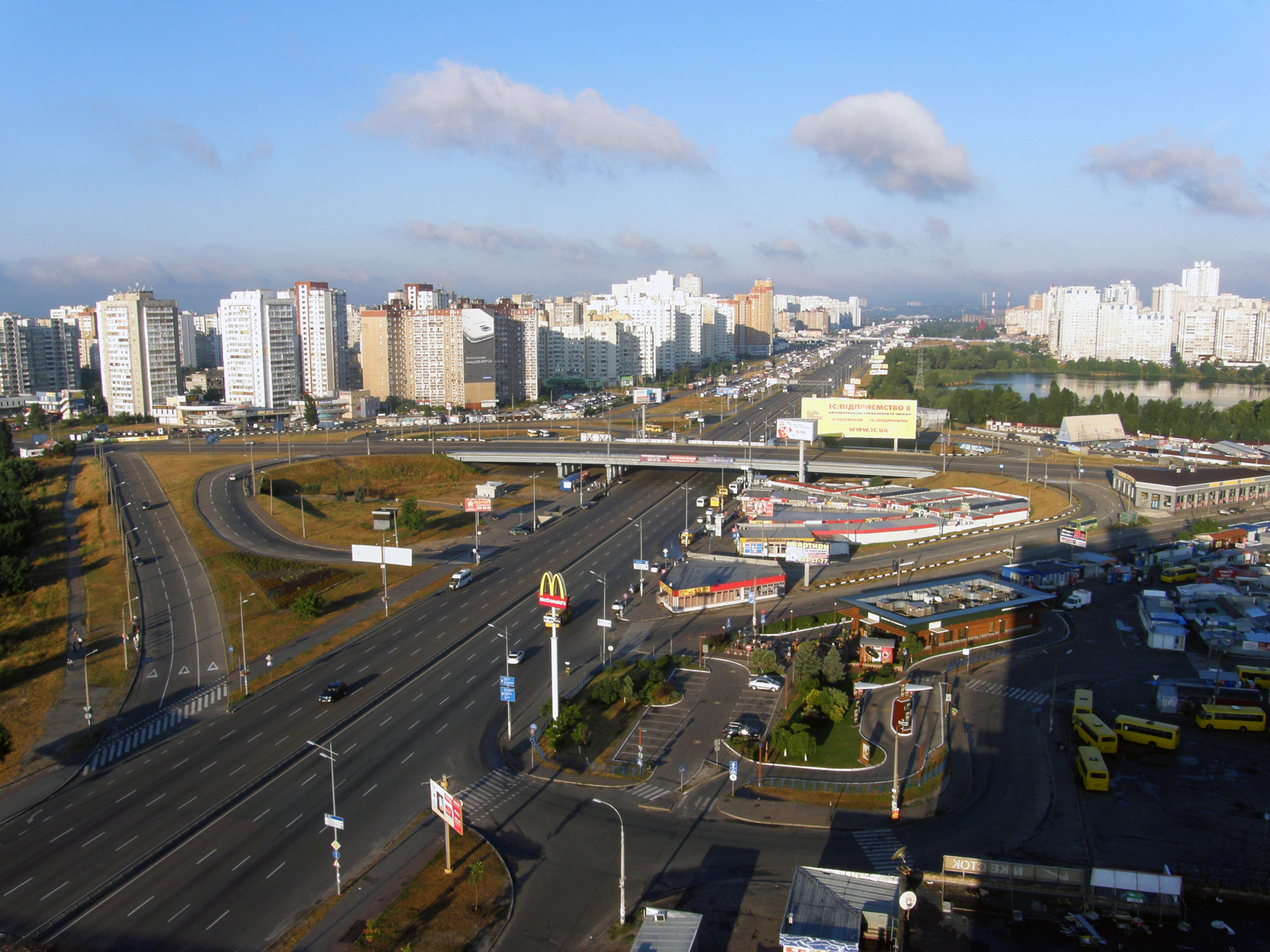
розв'язка проспекту Бажана й вулиці Ревуцького.